# Marvin Marțianul
Marvin Marțianul este un personaj fictiv de desene animate, creat de studiourile Warner Brothers pentru seriile de animație  Looney Tunes și Merrie Melodies. El este unul dintre inamicii declarați ai iepurelui Bugs Bunny. Mai târziu, ca și antagonist în seria Duck Dodgers, Marvin este împiedicat în acțiunile sale malefice de rățoiul Daffy Duck. 

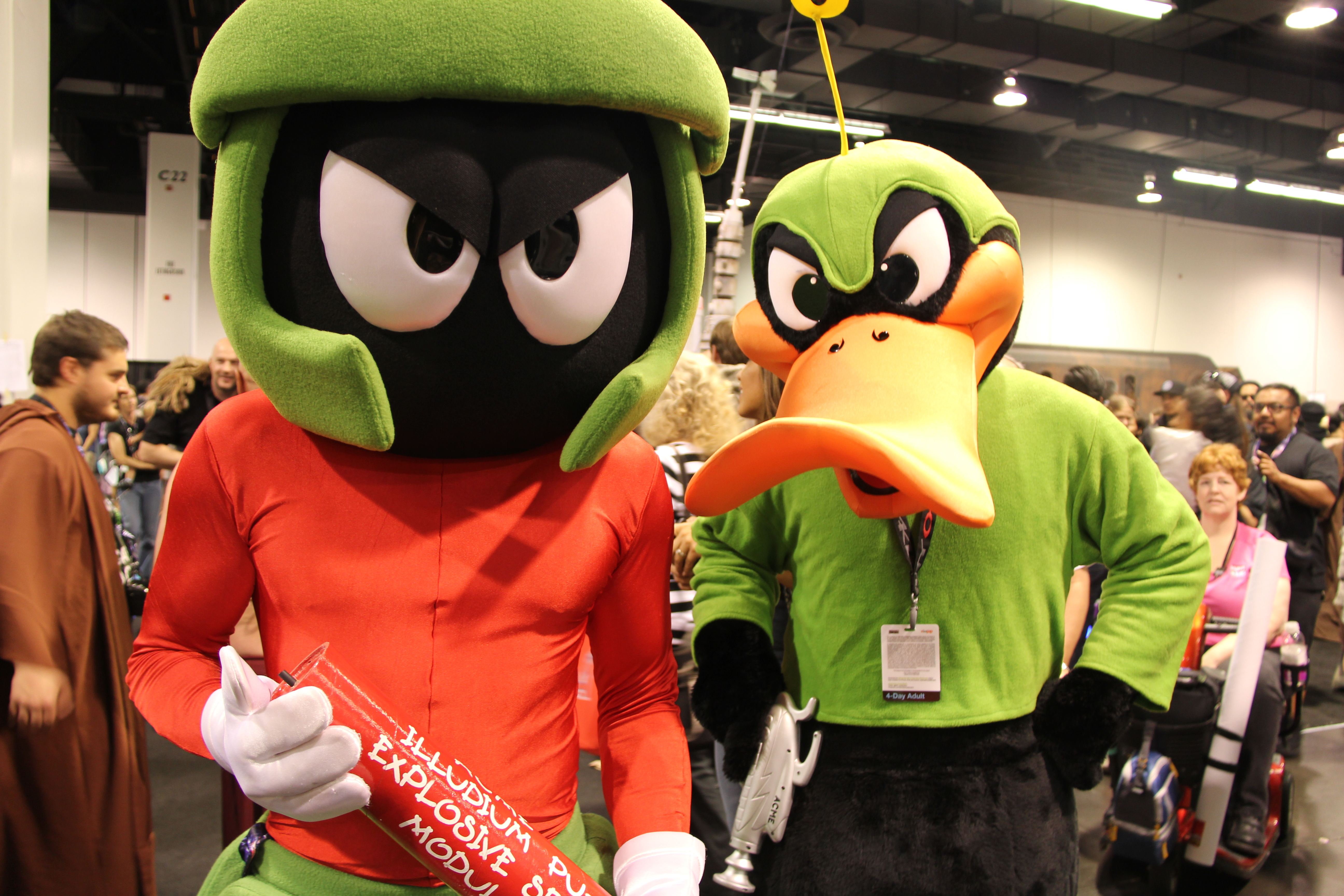

## Caractere
Marvin provine – evident de pe planeta Marte , deși adesea apare în alte părți. Deseori este însoțit de câinele său K - 9 , iar uneori și de alte creaturi.

## Interpreți
Marvin a fost portretizat de vocile următorilor actori:
- Mel Blanc (1948–1989)
Joe Alaskey (1990–current)
Maurice LaMarche (Animaniacs)
Rob Paulsen (Taz-Mania)
Bob Bergen (Space Jam)
Eric Goldberg (Looney Tunes: Back in Action)
Neil Ross (Air Jordan Commercial, Pinky și Creierul)
Jim Cummings (Superior Duck)
Eric Bauza (2011-current)
Damon Jones (The Looney Tunes Show, cântând)
Mike Myers (filmul Marvin the Martian 2012)
- În limba română: George Lungoci (Haredevil Hare)
Armand Calotă (Duck Dodgers)
Eugen Morcov (The Looney Tunes Show)